# The Killing Fields
The Killing Fields är ett filmmusikalbum av den engelske kompositören Mike Oldfield. Albumet släpptes 1984 och är Oldfields hittills enda album skrivet direkt för film (filmen Dödens fält), även om hans musik använts i filmer som Exorcisten. Huvudinstrumentet som användes i kompositionen var en Fairlight CMI. Det tog Oldfield ungefär nio månader att färdigställa verket. Oldfield uppges ha ogillat att skriva musik "för andra" och var van att skriva för sin egen skull.

## Låtlista
1. "Pran's Theme" - 0:44
2. "Requiem for a City" - 2:11
3. "Evacuation" - 5:14
4. "Pran's Theme 2" - 1:41
5. "Capture" - 2:24
6. "Execution" - 4:47
7. "Bad News" - 1:14
8. "Pran's Departure" - 2:08
9. "Worksite" - 1:16
10. "The Year Zero" - 0:28
11. "Blood Sucking" - 1:19
12. "The Year Zero 2" - 0:37
13. "Pran's Escape / The Killing Fields" - 3:17
14. "The Trek" - 2:02
15. "The Boy's Burial / Pran Sees The Red Cross" - 2:24
16. "Good News" - 1:46
17. "Étude" - 4:37